# Le Cavalier au masque
Pour plus de détails, voir Fiche technique et Distribution.
Le Cavalier au masque (The Purple Mask) est un film d'aventure américain réalisé par H. Bruce Humberstone, sorti en 1955 aux États-Unis.

## Synopsis
En France sous le consulat, un aristocrate, René de Travière, connu sous le nom de cavalier au masque rouge, enlève le ministre de la police de Bonaparte qu'il libère contre rançon. Pour le capturer, la police organise un piège, le projet d'exécuter un des chefs royalistes, le duc de Latour. Sa fille, Laurette de Latour ainsi qu'un groupe monarchiste sont ensuite capturés et condamnés mais tout finit par s'arranger.

## Fiche technique
- Titre : Le Cavalier au masque
- Titre original : The Purple Mask
- Réalisation : H. Bruce Humberstone
- Scénario : Charles Latour et Oscar Brodney d'après la pièce Le Chevalier au masque de Paul Armont et Jean Manoussi
- Production : Howard Christie
- Société de production : Universal International Pictures
- Société de distribution : Universal Pictures
- Photographie : Irving Glassberg
- Costumes : Bill Thomas
- Musique : Heinz Roemheld, Hans J. Salter, Herman Stein et Eric Zeisl (non crédités)
- Montage : Ted J. Kent
- Pays de production : États-Unis
- Langue originale : anglais
- Format : Couleurs - 2,35:1 - Mono
- Genre : Aventure
- Durée : 82 minutes
- Dates de sortie : 
  - États-Unis : 15 juin 1955
  - France : 28 mars 1956
- Affiche : Boris Grinsson (France)

## Distribution
- Tony Curtis (VF : Hubert Noël) : Rene de Traviere / Le Masque pourpre
- Colleen Miller (VF : Sophie Leclair) : Laurette de Latour
- Gene Barry : Capitaine Charles Laverne
- Dan O'Herlihy : Brisquet
- Angela Lansbury : Madame Valentine
- George Dolenz (VF : Michel Le Royer) : Marcel Cadonal
- John Hoyt : Rochet
- Donald Randolph (VF : Roger Till) : Andre Majolin
- Robert O. Cornthwaite : Napoléon Bonaparte
- Carl Milletaire : Edouard
- Robert Hunter : Baron De Vivanne
- Adrienne D'Ambricourt (VF : Cécile Dylma) : Madame Anaïs
- Diane Du Bois (VF : Rolande Forest) : Sabine
- Everett Glass : Père Brochard
- Paul Cavanagh (VF : Fernand Fabre) : Duc de Latour
- Eugene Borden : un officier de Napoléon
- Jean De Briac : Comte de Chauvac
- Allison Hayes (VF : Joëlle Janin) : Irène de Bournotte
- Stephen Bekassy (VF : Georges Aminel) : Baron de Morlève